# Dracea (gmina)
Dracea – gmina w Rumunii, w okręgu Teleorman. Obejmuje miejscowości Dracea, Florica i Zlata. W 2011 roku liczyła 1358 mieszkańców. 